# 國家政策研究基金會
國家政策研究基金會（簡稱國政基金會）是中國國民黨的官方智庫，總部位於臺北市中正區，進行公共政策研究與學術交流。
1993年由連戰捐助成立，基金會董事長自2015年起由中國國民黨主席兼任，並由其任命副董事長與執行長。

## 歷史
國政基金會由1993年時任行政院院長連戰以連震東文教基金會之名捐助1000萬元而成立。
中國國民黨於2000年中華民國總統選舉敗選成為在野黨，結束該黨在臺灣長達55年的執政。同年7月29日國民黨捐助國政基金會新臺幣10億元使其轉型為國民黨智庫。基金會曾長期由創始人連戰擔任董事長，直到2015年起由時任國民黨主席兼任董事長，其董事會成員主要為國民黨籍的重要人士。連戰長子連勝文曾在2020年5月至2021年8月擔任國政基金會副董事長。

## 組織架構
- 董事長：朱立倫
- 副董事長：張善政
- 執行長：柯志恩
- 副執行長：凌濤

## 外部鏈結
- 國家政策研究基金會官方網站（页面存档备份，存于）（繁體中文）（简体中文）（日語）（英文）
- 國家政策研究基金會的X（前Twitter）
- 國家政策研究基金會的Facebook專頁
- 國家政策研究基金會的Instagram帳戶